# Hénin-Beaumont
Hénin-Beaumont este un oraș în Franța, în departamentul Pas-de-Calais, în regiunea Nord-Pas de Calais. Este centrul unei aglomerații de peste 125.000 locuitori.

## Personalități născute aici
- Joseph Crépin (1875 - 1948), pictor.

1. ↑  répertoire géographique des communes, accesat în 26 octombrie 2015
2. ↑  dataset of postal codes in France, 1 octombrie 2018